# Светлина от газената лампа (филм, 1944)
„Светлина от газената лампа“ (на английски: Gaslight) е американски игрален филм - психологически трилър, излязъл по екраните през 1944 година, режисиран от Джордж Кюкор с участието на Шарл Боайе, Ингрид Бергман и Джоузеф Котън. 

## В ролите
| Актьор           | Роля                       |
| ---------------- | -------------------------- |
| Шарл Боайе       | Грегъри Антон/Сергис Бауер |
| Ингрид Бергман   | Пола Олквист Антон         |
| Джоузеф Котън    | Браян Камерън              |
| Мей Уити         | Мис Беси Туейтс            |
| Анджела Лансбъри | Нанси Оливър               |
| Барбара Еверест  | Елизабет Томпкинс          |
| Емил Рамо        | маестро Гуарди             |
| Едмънд Бреон     | генерал Хъдълстън          |

## Награди и номинации
| Награда                                            | Категория                             | Субект                                            | Резултат  |
| -------------------------------------------------- | ------------------------------------- | ------------------------------------------------- | --------- |
| Награди „Оскар“ (17-а церемония)                   | Най-добър филм                        | Артър Хорнблау младши                             | номинация |
| Награди „Оскар“ (17-а церемония)                   | Най-добър актьор                      | Шарл Боайе                                        | номинация |
| Награди „Оскар“ (17-а церемония)                   | Най-добра актриса                     | Ингрид Бергман                                    | награда   |
| Награди „Оскар“ (17-а церемония)                   | Най-добра поддържаща актриса          | Анджела Лансбъри                                  | номинация |
| Награди „Оскар“ (17-а церемония)                   | Най-добър адаптиран сценарий          | Джон Л. Балдерстън, Валтер Райш и Джон Ван Друтен | номинация |
| Награди „Оскар“ (17-а церемония)                   | Най-добра арт режисура – черно-бяло   | Арт режисура: екип                                | награда   |
| Награди „Оскар“ (17-а церемония)                   | Най-добра кинематография – черно-бяло | Джоузеф Рутенбърг                                 | номинация |
| Кан Филмов Фестивал                                | Гран При на фестивала                 | Джордж Кюкор                                      | номинация |
| Златен глобус                                      | Най-добра актриса в драма             | Ингрид Бергман                                    | награда   |
| Награди на Националния съвет за преглед            | Най-добра актьорска игра              | Ингрид Бергман                                    | награда   |
| Национален съвет за опазване на филми              | Национален филмов регистър            | Национален филмов регистър                        | награда   |
| Награди на Нюйоркския кръг на филмовите критици    | Най-добра актриса                     | Ингрид Бергман                                    | номинация |
| Награди на Асоциацията за онлайн филми и телевизия | Зала на славата – Филм                | Зала на славата – Филм                            | награда   |